# Abraxas irrorata
Abraxas irrorata là một loài bướm đêm trong họ Geometridae.